# Tylogonus putumayo
Tylogonus putumayo är en spindelart som beskrevs av Galiano 1985. Tylogonus putumayo ingår i släktet Tylogonus och familjen hoppspindlar. Inga underarter finns listade i Catalogue of Life.